# الأسود العنسي
 عبهلة بن كعب بن غوث العنسي  المذحجي المعروف باسم «الأسود العنسي» و«ذي الخمار» وهو مدّعٍ للنبوة، ووردت سيرته في تاريخ الطبري وكذلك في كتاب البداية والنهاية لابن كثير وكتب السيرة النبوية المختلفة، ولا يعرف الكثير عن وضع اليمن أيام الحكم الفارسي ولقد كان سيداً على مذحج وبعض قبائل اليمن ولذلك سمي بالأسود وزاد أهل الأخبار فقالوا أن أمه سوداء. وتجاهل الإخباريون تفاصيل نسبه وكثيراً من حياته محاولة للتقليل من شأنه حاله حال كل من شابهه إلا أن المعروف أن عنس بطن من بطون مذحج. وطرد الفرس من اليمن وقاتل عامل النبي وهرب الصحابي معاذ بن جبل ولجأ إلى «بني السكون» أحد بطون كندة لإنه كان متزوجاً منهم واستولى على صنعاء ونجران وحضرموت والإحساء. تبعته قبائل من اليمن لتعصب فيهم إذ أنها رأت في الزكاة أتاوة يدفعونها لقريش.
وصفت حركة عبهلة بأول ردة في الإسلام رغم عدم وجود دلائل على إسلامه فلم يذكر في أي من كتب السيرة أن الأسود العنسي أسلم ثم ارتد، بل تكتفي بقول «ارتد من أسلم من مذحج».

## خلفية تاريخية
تاريخ اليمن يكاد يكون مجهولا في الحقبة الساسانية. فاليمنيون حتى مقتل ذو نواس الحميري كانوا يدوّنون تاريخهم في النقوش، ولم يرد سوى النزر اليسير من التدوين عن عن سيف بن ذي يزن في الكتابات المسندية.

حكم الفرس اليمن بعد أن ساعدوا ذو يزن على طرد الأحباش الأكسوميين وإخضاع القبائل المسيحية في اليمن التي ثارت على حمير بدايات القرن السادس الميلادي ثم استفرد أحد حُكّام الفرس (الساتراب) بالحكم في قرابة 598 ميلادية وبقيت الأمور على هذا النحو حتى دخول أحد هولاء إلى الإسلام ويدعى باذان بن ساسان، فأسلم وخلع ولايته للفرس وتبع النبي محمد. وكان باذان من طبقة «الأبناء» والأبناء هم فرس اختلطوا بأهل اليمن وكان الأسود العنسي لا يحبهم وعلاقته بهم سيئة على ماروى الرواة كونه رأى أنهم دخلاء على اليمن. وكانت تلك علاقة ومنظور العنسي لولاة النبي محمد فهو اعتبرهم دخلاء على اليمن كالفرس إذ قال لعمال النبي محمد 
عيّن عبهلة أمراء يمنيين هم، ومعاوية ابن قيس، ويزيد بن محرم بن حصن الحارثي، ويزيد بن الأفكل الأزدي وقيس بن عبد يغوث وعلى «الأبناء» فيروز الديلمي أحد موالي حمير من الفرس وأصوله تعود إلى ديلم.
يرى باحثون أن قوة عبهلة كانت ترتكز على تحالف سابق على الإسلام، ويتكون من مذحج وغيرها من القبائل اليمنية وخاصة تلك التي عاشت في الجوف. وأن قبول بعض هذا التحالف للإسلام قد شجع على توجّه غيرهم لدعم حركة عبهلة، في حين بقي البعض الآخر على الحياد مثل النخع والجُعفي (من فروع مذحج)، أما العدد الأصغر بقيادة فروة بن مُسيك، عامل النبي على مذحج، فكان معادياً لعبهلة. كذلك تلقى عبهلة بن كعب الدعم من زعماء مذحج الآخرين، ولاسيما من أولئك الذين كانوا قد فقدوا مكانتهم بني القبائل بسبب الإسلام، حيث جرى تعيين غيرهم من داخل قبائلهم في الإدارة الإسلامية، مثل فروة بن مسيك، ومن ثم انضم بعضهم إلى قوات عبهلة، مثل قيس بن عبد يغوث المرادي، وعمرو بن معدي يكرب الزبيدي، ومعاوية بن قيس الجنبي، ويزيد بن الحصين الحارثي، وكلهم زعماء مذحج.
ويرى المؤرخ عبد المحسن المدعج أن حركة عبهلة كانت صراعاً بين جزء من مذحج وحلفائم بقيادة عبهلة لعزل الأبناء عن السلطة في صنعاء، وللاستقرار هناك والسيطره على المدينة من جهة، وبين الأبناء حكّام صنعاء من جهة أخرى. وقد ادعى عبهلة النبوة ليحوز الدعم في صراعه من الأبناء، ويطرح انحيازاً دينياً في حركته.

## تنبؤه
تشير الروايات أن عبهلة كان مشعوذا يستعمل السحر لإقناع أتباعه ويغطي وجهه بخِمار فلا يرى منه شيئا وكان له «شيطان» يأتيه بالإخبار يسمى بالملك إلا أن مصادر أخرى تشير إلى ادّعائه نبوة من «ذي السماء» (ذو سماوي) الإله اليمني القديم  وأعاد اسم «رحمن» الذي كان يزين أسماء ملوك اليمن القديم وهو للصواب أقرب إذ يظهر من سلوك العنسي تعصبا لليمن وكراهية لكل ما هو قادم من خارجها إضافة إلى ظهور حركات مثل حركة مسيلمة بن حبيب (مسيلمة الكذاب)، وطليحة بن خويلد الأسدي. فكان مسيلمة نبي ربيعة وطليحة نبي مضر والعنسي نبي اليمن فكلهم فَهِمَ النبوَّة مُلكاً وسلطاناً.
استفحل الأمر العنسي وعظم شأنه بعد أن قتل باذان بن ساسان وطرد معاذ بن جبل وأبو موسى الأشعري الذي كان متواجدا في مأرب وسيطر على نجران وأصبح يهدد الدولة الإسلامية الناشئة. فكتب النبي محمد كتابا إلى المسلمين في اليمن يأمرهم بقتال العنسي. تظاهر فيروز بالولاء للأسود العنسي (عبهلة)، وعمل وغيره عنده في مناصب الدولة وأرسل إليه عامر بن شهر أمير همدان، وذي ظليم، وذي كلاع وغيرهم من أمراء اليمن يشاورونه قتال العنسي، فطلب منهم فيروز الانتظار.

## مقتله
كان العنسي "متزوجا" من زوجة باذان الفارسي "إزاد" والظاهر أنه أخذها كراهية وسبياً، شاورها فيروز في أمر العنسي فوافقت واتفقوا على حيلة لدخول قصره. قامت "آزاد" الفارسية بسقي العنسي بالخمر حتى سكر ونام. فانتهز فيروز الفرصة ودخل غرفة العنسي وآزاد واقفة بانتظاره فطعن فيروز الأسود العنسي وهو نائم فسمع الحراس صراخه فسألوا عما يحدث فأجابتهم آزاد:"النبي يوحى إليه" فمات العنسي وأذَّن المسلمون في صنعاء لصلاة الفجر وأعلنوا الخبر. أورد الرواة أن النبي محمد قال:"قتل العنسي البارحة، قتله رجل مبارك من أهل بيت مباركين. قيل: ومن؟ قال: فيروز، فيروز".

## في الثقافة المعاصرة
منذ منتصف القرن العشرين، أعاد مثقفون وكتّاب يمنيون النظر في شخصية عبهلة العنسي بوصفه ثائر يمني وطني ضد الحكم الأجنبي في اليمن، والذي كان الفرس يمثلونه ومن هؤلاء محمد أحمد نعمان وعبدالباري محمد طاهر، ولاحقاً حمود العودي. وبعد الحرب الأهلية اليمنية في 2015، أعيد استحضار شخصية عبهلة على يد حركة الأقيال ذات التوجه السياسي المعارض للحوثيين.